# Emanuel Bosák
Emanuel Bosák (2. září 1924 Jičín – 22. prosince 2011 Praha) byl český a československý sportovní funkcionář, předseda Československého svazu tělesné výchovy a sportu a Československého olympijského výboru, politik Komunistické strany Československa, na počátku normalizace ministr mládeže a tělovýchovy České socialistické republiky.

## Biografie
Vystudoval Lepařovo reálné gymnázium v Jičíně, potom Pedagogickou fakultu Univerzity Karlovy a Fakultu tělesné výchovy a sportu Univerzity Karlovy. V letech 1950–1951 pracoval v oboru Sportovních her dělnické mládeže při Československé obci sokolské a vyučoval na Tyršově ústavu pro tělesnou výchovu a sport v Praze. V období let 1951–1953 působil jako politický pracovník a instruktor útvaru armádní tělesné přípravy, v letech 1953–1958 byl vedoucím odboru Státního výboru pro tělesnou výchovu a v letech 1957–1962 vedl oddělení na Československém svazu tělesné výchovy a sportu. Mezi roky 1963 a 1967 vyučoval na Fakultě tělesné výchovy a sportu Univerzity Karlovy, přičemž působil v letech 1964–1967 jako její proděkan. V roce 1967 se stal předsedou Československého svazu tělesné výchovy a sportu a z titulu této funkce zároveň předsedou Československého olympijského výboru. Na tomto postu se zabýval přípravou kandidatury Prahy na pořádání Letních olympijských her v roce 1980 (později ovšem byly tyto plány opuštěny a LOH pořádala Moskva). V letech 1952–1970 byl také členem výboru mezinárodní atletické federace IAAF a v letech 1970–1974 i členem její rady. Od roku 1967 působil i jako člen ideologické komise Ústředního výboru Komunistické strany Československa.
Po provedení federalizace Československa byl 8. ledna 1969 jmenován členem české vlády Stanislava Rázla jako ministr mládeže a tělovýchovy. Na tomto postu setrval jen do září 1969. V následující vládě již bylo samostatné portfolio mládeže a tělovýchovy zrušeno. Za své postoje z let 1968–1969 byl po roce 1970 pronásledován. Až do odchodu do penze v roce 1990 potom působil jako učitel předmětu organizace a řízení tělesné výchovy na Fakultě tělesné výchovy a sportu Univerzity Karlovy. Napsal řadu odborných publikací, včetně monografie o Františku Jandovi-Sukovi. Podílel se na vzniku některých sportovních akcí jako Krkonošská sedmdesátka (původní název Po hřebenech Krkonoš). Sám se jich aktivně účastnil. V Praze vyhledával přespolní běh Velká kunratická. V roce 1990 byl zvolen čestným členem Československého olympijského výboru.